# Oliver Becker (Jurist)
Oliver Becker (* 12. Juli 1967 in Osnabrück) ist ein deutscher Jurist. Er ist seit Juni 2017 Präsident des Oberverwaltungsgerichts Sachsen-Anhalt.

## Leben und Wirken
Becker war nach Abschluss seiner juristischen Ausbildung in Hannover von 1995 bis 1998 zunächst als Richter im Bezirk des Oberverwaltungsgerichts Sachsen-Anhalt tätig. Zwischen November 1996 und Oktober 1997 sowie von Dezember 1998 bis Dezember 2000 war er an das Ministerium der Justiz des Landes Sachsen-Anhalt abgeordnet. Im August 1998 wurde er zum Richter am Verwaltungsgericht Magdeburg ernannt. Seit 2001 war Becker beim Oberverwaltungsgericht des Landes Sachsen-Anhalt beschäftigt. Im November 2004 wurde er zum Richter am Oberverwaltungsgericht ernannt. 2014 folgte die Ernennung zum Vorsitzenden Richter am Oberverwaltungsgericht und 2015 die Ernennung zum Vizepräsidenten des Oberverwaltungsgerichts. Seit dem 22. Juni 2017 ist Becker Präsident des Oberverwaltungsgerichts Sachsen-Anhalt.